# Walter Stams
Walter Stams (* 29. März 1898 in Grätz, Posen; † 28. September 1973) war ein deutscher Politiker (SPD). Er war von 1961 bis 1967 Mitglied des Landtags von Schleswig-Holstein.

## Leben
Walter Stams schloss die Schule mit dem Abitur ab. Im April 1915 wurde er Berufssoldat und schlug die Offizierslaufbahn ein. Von November 1919 bis Juni 1935 arbeitete er als Bank- und Industriekaufmann und Prokurist. Im Juni 1935 wurde er als Berufsoffizier reaktiviert und kam zur Luftwaffe. Dort war Hauptmann Stams zunächst Kommandeur des III. Bataillons des Flak-Lehr-Regiments in Stettin, später in Greifswald. Nach dem Beginn des Zweiten Weltkriegs, zwischenzeitlich zum Major befördert, beteiligte sich Stams als Kommandeur des I. Bataillons des Flak-Regiments 22 am Westfeldzug. Dann folgte seine Verwendung als Chef des Stabes beim Inspekteur der Flakartillerie. 1942 kam Stams im Rahmen des I. Flak-Korps an der Ostfront zum Einsatz kam. Im Juni 1944 ernannte man Stams als Oberst zum Kommandeur der Flakartillerieschule I in Rerik. Diese wurde auf Befehl des Generals der Flakartillerie beim Oberbefehlshaber der Luftwaffe am 12. April 1945 aufgelöst und aus deren Teilen der „Flakkampfverband Stams“ gebildet, der mit 2-cm-Flak 38 und 3,7-cm-FlaK 43 ausgestattet, in die Erdkämpfe eingriff. Ferner waren dem Verband zehn Eisenbahn-Flakbatterien unterstellt. Am 16. April kam die Kampfgruppe im Abschnitt Lauenburg-Dömitz zum Einsatz und wehrte zunächst Übergangsversuche britischer Verbände über die Elbe ab. Stams geriet dann mit dem Hauptteil seines Verbandes westlich von Schwerin in britische Kriegsgefangenschaft.
Nach Kriegsende wurde er entlassen und war ab Januar 1946 als Angestellter tätig. Im Mai 1950 wurde er Beamter im Dienst der schleswig-holsteinischen Landesregierung (zuletzt Oberregierungsrat), mit Annahme seines Landtagsmandats trat er im November 1961 in den Ruhestand.
Stams wurde am 15. April 1946 SPD-Mitglied. Er wurde im Mai 1955 in den Kieler Stadtrat gewählt, im April 1962 wurde er Mitglied des Magistrats der Stadt. Er war ferner Aufsichtsratsmitglied der Kleinbahnen Kiel-Bad Segeberg und Kiel-Schönberg.
Am 20. November 1961 rückte Stams während der vierten Wahlperiode für einen ausscheidenden Abgeordneten in den schleswig-holsteinischen Landtag nach. Bei der Landtagswahl 1962 konnte er als Direktkandidat den Wahlkreis 24 (Kiel-Nord) für die SPD gewinnen und sein Landtagsmandat auch in der folgenden Legislaturperiode behalten. Er war Abgeordneter bis zum 28. April 1967.